# Молодогвардійське (Калінінградська область)
Молодогвардійське (рос. Молодогвардейское) — селище Свєтлогорського району, Калінінградської області Росії. Входить до складу Міського поселення Донське.
Населення —  4 особи (2015 рік). 

## Населення
| 2002 | 2010 |
| ---- | ---- |
| 1    | ↗4   |